# Kumhausen
Kumhausen je obec v německé spolkové zemi Bavorsko, v zemském okrese Landshut ve vládním obvodu Dolní Bavorsko. Žije zde přibližně 5 700 obyvatel.

## Poloha obce
Obec leží jihovýchodně od města Landshut. Leží v jeho těsném sousedství a tvoří tak jeho předměstí.

### Sousední obce
| Růžice kompasu |            | Landshut      | Adlkofen     | Růžice kompasu |
| Růžice kompasu | Tiefenbach | Sever         | Geisenhausen | Růžice kompasu |
| Růžice kompasu | Tiefenbach | Kumhausen     | Geisenhausen | Růžice kompasu |
| Růžice kompasu | Tiefenbach | Jih           | Geisenhausen | Růžice kompasu |
| Růžice kompasu | Vilsheim   | Altfraunhofen |              | Růžice kompasu |